# Tenuiphantes cracens
Tenuiphantes cracens là một loài nhện trong họ Linyphiidae.
Loài này thuộc chi Tenuiphantes. Tenuiphantes cracens được miêu tả năm 1937 bởi Zorsch.